# Стругацький Натан Залманович
Натан (Нота) Залманович Стругацький (1892, містечко Дубовичі, Глухівський повіт, Чернігівська губернія — 7 лютого 1942, Вологда) — радянський мистецтвознавець, бібліограф, іконограф. Батько відомих фантастів братів Аркадія та Бориса Стругацьких.

## Біографія
Народився у травні 1892 року в містечку Дубовичі (нині село Конотопського району Сумської області) середнім із трьох синів у єврейській родині адвоката, агента страхового товариства Залмана Стругацького. Навчався в реальному училищі і в гімназії у Сєвську.
У 1915 році вступив на юридичний факультет Петроградського університету, який, однак, не закінчив.
У лютому—листопаді 1917 року був співробітником Петроградської Ради робітничих і солдатських депутатів, а у 1918 році — завідував відділом народної освіти (ВОНО) Псковського губернського революційного комітету (губревкому), служив комісаром продзагону. Під час Громадянської війни служив у Червоній армії, був інструктором політвідділу 2-ї Кінної армії на Південному фронті, потім військовим комісаром кавалерійської бригади та заступником начальника політвідділу 5-ї дивізії Північно-Кавказького військового округу під командуванням М. В. Фрунзе.
У боях під Ростовом загинув його старший брат — командир кавалерійської бригади Арон Стругацький.
Після демобілізації — на партійній роботі в Аджарії, в тому числі в 1925—1926 роках — головний редактор газети «Трудовий Аджаристан» у Батумі, а у 1926—1928 роках — заступник завідувача відділу друку Ленінградського обласного комітету (обкому ВКП(б), завідувач відділом друку Виборзького райкому ВКП(б), в 1928—1930 роках — завідувач методичної частиною музейно-екскурсійного сектору відділу народної освіти (ВОНО).
У 1924 році одружився з дочкою полтавського прасола — Олександрою Іванівною Литвинчевою (1901—1981).
У 1930 році вступив до аспірантури Інституту історії мистецтв при Комуністичній академії, опублікував дві роботи (у тому числі монографію) дослідження творчості художника Олександра Самохвалова. У жовтні 1932 року вступив на роботу до Державного Російського музею, спочатку секретарем, а з 18 січня 1933 року — науковим співробітником.
У тому ж році був мобілізований ЦК ВКП(б) на політроботу — начальником політвідділу зернових радгоспів «Гігант» (Прокоп'євськ) і «Зеленівська» у Сталінградській області. У 1936—1937 роках працював начальником крайового управління мистецтв у Сталінграді.
У квітні 1937 року був виключений з партії і звільнений із займаної посади.
Молодший брат — інженер, директор заводу Олександр Захарович Стругацький був заарештований за сталінським списками в цьому ж році і розстріляний 3 січня 1938 року. За спогадами Б. Стругацького, життя Натана Залмановича врятувало тільки те, що він відразу ж відправився до Москви шукати справедливості.
17 жовтня 1937 року був прийнятий на роботу в Ленінградську Публічну бібліотеку імені М. Ю. Салтикова-Щедріна головним бібліотекарем відділу естампів (з 25 березня 1938 року — завідувач відділом). Опублікував ряд бібліографічних робіт, вступних статей до каталогів виставок, дослідження ілюстрацій (іконографії) до творів Михайла Євграфовича Салтикова-Щедріна. Разом з Б. С. Бутник-Сіверським склав каталог радянського плаката за період Громадянської війни, який був виданий сигнальним сьомим томом «Праць ДПБ».
19 вересня 1941 року записався добровольцем до загону робітничого ополчення і 27 жовтня був мобілізований до батальйону НКВС Куйбишевського району Ленінграда. Його призначили командиром роти, але незабаром (20 грудня) комісували через вади серця. Тому Стругацький був знову прийнятий на роботу до Публічної бібліотеки на посаду головного бібліотекара.
1 лютого 1942 року разом із сином Аркадієм був евакуйований з міста.
Помер 7 лютого 1942 року у Вологді, похований на Горбачовському цвинтарі в братській могилі.
Син був відданий до дитячого приймальника і потрапив у село Ташла Чкаловської області, де в 1942 році зустрівся з матір'ю і молодшим братом Борисом, а у 1943 році був призваний до армії.

## Твори
- Александр Самохвалов. Искусство, № 5, 1933.
- Александр Самохвалов. Серия «Мастера современной живописи». Ленинград—Москва: Огиз-Изогиз, 1933.
- М. В. Глинка в рисунках И. Е. Рєпина. Искусство и жизнь. № 9 , 1938.
- Выставка политического плаката и массовой картины «У нас и у них». Путеводитель по выставке со вступительной статьёй и указателем литературы. Ленинград, 1938.
- Выставка «20 лет РККА и Военно-морского флота в политическом плакате и массовой картине»: Путеводитель по выставке со вступительной статьёй. Ленинград, 1938.
- Фонды эстампов, их обработка и использование. Красный библиотекарь. № 12, 1938.
- Указатель портретов М. Е. Салтыкова-Щедрина и иллюстраций к его произведениям. Под редакцией О. Э. Вольценбурга. Ленинград, 1939.
- Сталин и о Сталине: Указатель литературы (в соавторстве с Е. Н. Жилиной, Б. В. Саитовым, Л. С. Франкфурт). Ленинград, 1940.
- Советский плакат эпохи гражданской войны (Каталог). Выпуск 1. Фронтовой плакат (в соавторстве с Б. С. Бутник-Сиверским). Под редакцией О. Э. Вольценбурга. Ленинград, 1941.